# Queen's Club Championships 2025 - Doppio femminile
Il doppio femminile del torneo di tennis professionistico Queen's Club Championships 2025, facente parte della categoria WTA 500 nell'ambito dell'WTA Tour 2025, si è giocato al Queen's Club di Londra, nel Regno Unito, dal 9 al 15 giugno 2025.
In finale Asia Muhammad e Demi Schuurs hanno sconfitto Anna Danilina e Diana Šnajder con il punteggio di 7-5, 6(3)-7, [10-4]. É il tredicesimo titolo in carriera per Muhammad e il ventunesimo titolo in carriera per Schuurs, il secondo stagionale per la coppia e per entrambe, il secondo titolo in carriera su erba per Muhammad e il terzo titolo in carriera su erba per Schuurs. Questa è la prima finale su erba per Danilina e Šnajder.
É la prima edizione che si disputa dal 1973, quando Rosie Casals e Billie Jean King vinsero il torneo. Casals e King si sono ritirate dal tennis professionistico rispettivamente nel 1988 e 1983.

## Teste di serie
1. Ljudmyla Kičenok /  Erin Routliffe (semifinale)
2. Anna Danilina /  Diana Šnajder (finale)

1. Ellen Perez /  Zhang Shuai (semifinale)
2. Asia Muhammad /  Demi Schuurs (Campionesse)

## Wildcard
1. Jodie Burrage /  Sonay Kartal (primo turno)

## Tabellone

### Legenda
| - Q = Qualificato - WC = Wild card - LL = Lucky loser | - ALT = Alternate - SE = Special Exempt - PR = Protected Ranking | - w/o = Walkover - r = Ritirato - d = Squalificato |

|  | Primo turno | Primo turno             | Primo turno             | Primo turno | Primo turno |  |  | Quarti di finale | Quarti di finale       | Quarti di finale       | Quarti di finale     | Quarti di finale     |   |      | Semifinale | Semifinale                 | Semifinale            | Semifinale                  | Semifinale |   |     | Finale | Finale | Finale | Finale | Finale |  |
|  |             |                         |                         |             |             |  |  |                  |                        |                        |                      |                      |   |      |            |                            |                       |                             |            |   |     |        |        |        |        |        |  |
|  | 1           | L Kičenok E Routliffe   | L Kičenok E Routliffe   | 7           | 7           |  |  |                  |                        |                        |                      |                      |   |      |            |                            |                       |                             |            |   |     |        |        |        |        |        |  |
|  | WC          | J Burrage S Kartal      | J Burrage S Kartal      | 68          | 61          |  |  | 1                | L Kičenok E Routliffe  | L Kičenok E Routliffe  | 6                    | 7                    |   |      |            |                            |                       |                             |            |   |     |        |        |        |        |        |  |
|  |             | X Jiang F-h Wu          | X Jiang F-h Wu          | 4           | 2           |  |  |                  | K Boulter E Raducanu   | K Boulter E Raducanu   | 2                    | 5                    |   |      |            |                            |                       |                             |            |   |     |        |        |        |        |        |  |
|  |             | K Boulter E Raducanu    | K Boulter E Raducanu    | 6           | 6           |  |  |                  |                        |                        |                      |                      |   |      | 1          | L Kičenok E Routliffe      | L Kičenok E Routliffe | 1                           | 2          |   |     |        |        |        |        |        |  |
|  | 4           | A Muhammad D Schuurs    | A Muhammad D Schuurs    | 6           | 6           |  |  |                  |                        | 4                      | A Muhammad D Schuurs | A Muhammad D Schuurs | 6 | 6    |            |                            |                       |                             |            |   |     |        |        |        |        |        |  |
|  |             | Y Xu Z Yang             | Y Xu Z Yang             | 2           | 3           |  |  | 4                | A Muhammad D Schuurs   | A Muhammad D Schuurs   | 6                    | 7                    |   |      |            |                            |                       |                             |            |   |     |        |        |        |        |        |  |
|  |             | C Bucșa B Haddad Maia   | 3                       | 7           | [6]         |  |  |                  | J Putinceva E Rybakina | J Putinceva E Rybakina | 1                    | 5                    |   |      |            |                            |                       |                             |            |   |     |        |        |        |        |        |  |
|  |             | J Putinceva E Rybakina  | 6                       | 5           | [10]        |  |  |                  |                        |                        |                      |                      |   |      | 4          | Asia Muhammad Demi Schuurs | 7                     | 63                          | [10]       |   |     |        |        |        |        |        |  |
|  |             | T Babos L Stefani       | T Babos L Stefani       | 6           | 6           |  |  |                  |                        |                        |                      |                      |   |      |            |                            | 2                     | Anna Danilina Diana Šnajder | 5          | 7 | [4] |        |        |        |        |        |  |
|  |             | D Kasatkina D Vekić     | D Kasatkina D Vekić     | 3           | 4           |  |  |                  | T Babos L Stefani      | T Babos L Stefani      | 64                   | 67                   |   |      |            |                            |                       |                             |            |   |     |        |        |        |        |        |  |
|  |             | T Mihalíková O Nicholls | T Mihalíková O Nicholls | 63          | 65          |  |  | 3                | E Perez S Zhang        | E Perez S Zhang        | 7                    | 7                    |   |      |            |                            |                       |                             |            |   |     |        |        |        |        |        |  |
|  | 3           | E Perez S Zhang         | E Perez S Zhang         | 7           | 7           |  |  |                  |                        |                        |                      |                      |   |      | 3          | E Perez S Zhang            | 3                     | 6                           | [9]        |   |     |        |        |        |        |        |  |
|  |             | S Hunter D Krawczyk     | 6                       | 3           | [10]        |  |  |                  |                        | 2                      | A Danilina D Šnajder | 6                    | 2 | [11] |            |                            |                       |                             |            |   |     |        |        |        |        |        |  |
|  |             | H-c Chan B Krejčiková   | 3                       | 6           | [4]         |  |  |                  | S Hunter D Krawczyk    | S Hunter D Krawczyk    | 64                   | 4                    |   |      |            |                            |                       |                             |            |   |     |        |        |        |        |        |  |
|  |             | G Olmos A Panova        | G Olmos A Panova        | 4           | 5           |  |  | 2                | A Danilina D Šnajder   | A Danilina D Šnajder   | 7                    | 6                    |   |      |            |                            |                       |                             |            |   |     |        |        |        |        |        |  |
|  | 2           | A Danilina D Šnajder    | A Danilina D Šnajder    | 6           | 7           |  |  |                  |                        |                        |                      |                      |   |      |            |                            |                       |                             |            |   |     |        |        |        |        |        |  |